# Collinsia callosa
Collinsia callosa là một loài thực vật có hoa trong họ Mã đề. Loài này được Parish mô tả khoa học đầu tiên năm 1899.